# Südafrikanischer Bergarbeiterstreik 2012
Der südafrikanische Bergarbeiterstreik 2012 war ein wilder Streik in verschiedenen südafrikanischen Erzbergwerken. Er wurde von der AMCU, der kleineren der beiden südafrikanischen Bergarbeitergewerkschaften, mit einer massiven Lohnforderung ausgelöst. Durch gewalttätige Auseinandersetzungen kamen über 40 Menschen ums Leben. Bei dem Versuch, eine Protestversammlung der Streikenden aufzulösen, wurden am 16. August 34 Bergleute durch Schüsse der Polizei getötet. Dieses Ereignis wird häufig als „Massaker von Marikana“ bezeichnet. Trotz der Zusage einer Lohnerhöhung von bis zu 22 % zuzüglich einer Einmalzahlung von je 2000 Rand für die Bergleute weiteten sich Ende September 2012 die Streiks auf weitere Bergwerke aus.

## Vorgeschichte
Die 2001 offiziell registrierte Association of Mineworkers and Construction Union (AMCU, deutsch Vereinigung der Bergleute und Bauarbeitergewerkschaft) forderte für die Bohrhauer (rock drillers) eine Lohnsteigerung von bisher etwa 530 auf 1220 Euro im Monat. Die AMCU kämpfte, teilweise gewalttätig, mit der regierungsnahen National Union of Mineworkers (NUM) um die Vorherrschaft bei der Vertretung der Bergleute. Im Februar 2012 hatte ein sechswöchiger Streik im benachbarten Platinbergwerk Rustenburg zu einer 125-prozentigen Lohnsteigerung geführt. Im Juli 2012 hatte das britische Bergbauunternehmen Lonmin, das mehrere Bergwerke in Südafrika besitzt, ohne Beteiligung der Gewerkschaften mit einigen Bergarbeitern höhere Löhne ausgehandelt. Als kurz darauf andere Bergleute ebenfalls höhere Löhne forderten, weigerte sich Lonmin.

## Verlauf

### Beginn des Streiks
Im Bergwerk Marikana in Marikana, das Lonmin gehört und in dem vor allem Platin gefördert wird, schlossen sich am 10. August 2012 rund 3000 der 26.000 Bergleute dem Streik an. Die Förderung der vier Lonmin-Bergwerke wurde daraufhin eingestellt. Das Lonmin-Management und die NUM weigerten sich, die Forderungen der Streikenden entgegenzunehmen. Am 11. August 2012 marschierten zahlreiche Bergleute, überwiegend NUM-Mitglieder, zum Büro der NUM, um ihnen ein Memorandum zu übermitteln. Kurz bevor die Bergleute das Büro erreicht hatten, kamen NUM-Offizielle aus dem Büro, schossen auf sie und töteten zwei von ihnen. Die Tötung der beiden Bergleute wurde in südafrikanischen Medien als Hauptgrund für den Vertrauensverlust der Bergleute in die NUM gesehen. Bis zum 14. August 2012 wurden bei verschiedenen Zwischenfällen vermutlich acht weitere Menschen getötet, darunter vier Bergleute sowie zwei Polizisten und zwei Wachleute die durch Streikende getötet wurden. Die beiden Polizisten wurden mit Macheten zerstückelt, die Wachleute in ihrem Auto verbrannt. Drei Bergleute wurden von der Polizei erschossen. Lonmin verlangte von den Arbeitern, dass sie am 16. August wieder zur Arbeit erscheinen sollten, und drohte anderenfalls mit Entlassungen.

### Ereignisse am 16. August 2012

#### Ablauf vor der Eskalation
Am 16. August versammelten sich die streikenden Bergleute auf dem nahegelegenen Hügel Nkaneng Hill. Sie waren mit Stöcken, Macheten und Speeren bewaffnet, einige wenige Streikende trugen Schusswaffen, darunter eine wenige Tage zuvor gestohlene Waffe. Viele Frauen zogen mit ihren Männern auf den Hügel. Die Polizei plante, die Protestversammlung aufzulösen, und setzte fast 800 Mann, zahlreiche gepanzerte Fahrzeuge des Typs Nyala und mehrere Hubschrauber ein, griff aber vorerst nicht ein.

#### Polizeischüsse – das „Massaker von Marikana“
Am Nachmittag sperrte die Polizei den Hügel mit Concertina-Draht ab, so dass die Streikenden nicht mehr zu ihren Unterkünften gelangen konnten. Mit Tränengas und Wasserwerfern trieben sie die Streikenden auseinander. Ein Teil der Streikenden bewegte sich daraufhin in unklarer Absicht auf bewaffnete Polizisten zu, wo es keinen Stacheldraht gab. Aus der Menge der Streikenden heraus wurde möglicherweise ein Schuss abgegeben. Nach anderen Angaben eröffnete die Polizei das Feuer auf die Gruppe. Die Polizisten schossen rund zehn Sekunden lang mit automatischen Waffen auf die Menge. Mehrere Videoaufnahmen von Fernsehstationen zeigen die Polizeischüsse und den Tod mehrerer Streikender an diesem später als Scene One bezeichneten Ort. Wenige Minuten später wurden rund 300 Meter entfernt auf dem Hügel Small Koppie (später bezeichnet als Scene Two) etwa ebenso viele Streikende getötet. Sie wurden offensichtlich aus kurzer Distanz erschossen oder von Polizeifahrzeugen überfahren.
Insgesamt tötete die Polizei 34 Bergarbeiter und verletzte 78. Laut Angaben der Opferanwälte wurden mindestens 14 Getötete im Rücken getroffen, nach anderen Angaben die Mehrheit der Getöteten. Elf der Getöteten gehörten der NUM an, 17 der AMCU, die übrigen gehörten keiner Gewerkschaft an. 259 Streikende wurden festgenommen. Die Polizei gab 900 Schüsse ab, davon 400 mit scharfer Munition. Die übrigen Streikenden verließen den Hügel; Polizisten wurden nicht verletzt. Anschließend fand die Polizei fünf oder sechs Schusswaffen, darunter ein einige Tage zuvor gestohlenes Polizeigewehr.

### Folgen der Polizeischüsse
In Scene Two von der Polizei fotografierte Szenen wurden nachträglich verändert. Am 16. August aufgenommene Fotos zeigen Tote und daneben wenige traditionelle Waffen. Am Folgetag aufgenommene Fotos derselben Personen zeigen eine erheblich größere Zahl an Waffen. Der SAPS musste zugeben, die Szene gefälscht zu haben.
Die SAPS-Kommandeurin, Generälin Victoria Mangwashi Phiyagi, interpretierte am 17. August die Polizeischüsse als Notwehr, da die Polizisten mit Waffen angegriffen worden seien.
Das Vorgehen der Polizei wurde bereits am 17. August von zahlreichen Medien als „Massaker von Marikana“ bezeichnet. Präsident Jacob Zuma drückte „Schock und Entsetzen“ über die tödlichen Schüsse aus. Er forderte die Gewerkschaften auf, mit der Regierung zusammenzuarbeiten, um die Spirale der Gewalt zu stoppen. Er brach seinen Aufenthalt bei einer SADC-Konferenz in Maputo ab und besuchte verletzte Bergleute im Krankenhaus. Die SAPS-Offiziellen berieten sich nach den Schüssen neun Tage lang in Potchefstroom, um eine gemeinsame Linie abzusprechen. 194 der inhaftierten Bergleute gaben an, in der Haft gefoltert worden zu sein.

#### Festnahmen und Reaktionen
Am 30. August wurde bekannt, dass die festgenommenen Streikenden des Mordes an den 34 durch die Polizei getöteten Bergarbeitern angeklagt werden sollten. Die Justiz berief sich dabei auf ein Gesetz aus der Zeit der Apartheid, dem zufolge bei einer Schießerei unter Beteiligung der Polizei alle vor Ort festgenommenen Menschen angeklagt werden. Anwälte protestierten am 1. September bei Präsident Zuma gegen dieses Vorgehen, der jedoch verlauten ließ, sich nicht in die Arbeit der Justiz einmischen zu wollen. Die Staatsanwaltschaft gab kurze Zeit später an, die Anklagen gegen die inhaftierten Bergarbeiter beim nächsten Gerichtstermin „vorläufig“ zurückziehen zu wollen und diese unter Auflagen freizulassen. Erst nach Beendigung der Ermittlungen werde darüber entschieden, ob Anklagen eingeleitet würden. Kurz darauf wurden 162 der 270 inhaftierten Bergleute entlassen.
Der Polizeiminister des Landes, Nathi Mthethwa, erklärte, die Polizisten hätten „in legitimer Selbstverteidigung“ das Feuer auf eine Gruppe von Arbeitern eröffnet, als die Beamten angegriffen wurden. Der Generalsekretär des regierungsnahen Gewerkschaftsdachverbands COSATU, zu dem die NUM gehört, verteidigte ebenfalls das Vorgehen der Polizei. Die Oppositionsführerin Helen Zille forderte die Konfliktparteien auf, aufeinander zuzugehen.
Das South African Institute of Race Relations forderte die Suspendierung aller beteiligten Polizisten. Der Börsenwert von Lonmin fiel wegen des durch den Streik verursachten Produktionsausfalls um rund 20 Prozent.
Julius Malema, ehemaliger Vorsitzender der ANC Youth League, besuchte am 18. August 2012 die Streikenden, die sich wieder auf dem Nkaneng Hill eingefunden hatten, und hielt eine Rede, in der er die Polizeikräfte und den verantwortlichen Minister Nathi Mthethwa vom African National Congress (ANC) scharf kritisierte.

### Ausweitung des Streiks
Seit Anfang September 2012 weitet sich der Streik aus. Am 10. September waren etwa 15.000 Bergarbeiter im Streik, darunter auch ein Großteil der Belegschaft des Unternehmens Gold Fields. Lonmin stellte seinen Mitarbeitern ein Ultimatum und forderte sie auf, die Arbeit unverzüglich wieder aufzunehmen. Aufgrund des Ultimatums wurden weitere Ausschreitungen militanter Streikender befürchtet. Am 13. September griff Mametlwe Sebei, Anführer einer Gruppe namens Demokratische Sozialistische Bewegung (englisch Democratic Socialist Movement) den Aufruf auf und kündigte landesweite Streiks an, um „die Bergbaugesellschaften in die Knie zu zwingen“. Am 14. September beteiligten sich 85 % der etwa 15.000 Goldbergarbeiter am Streik; ein Vertreter der Arbeiter des Platinbergwerks Marikana sowie ein Gewerkschaftsvertreter wiesen das Angebot einer Lohnerhöhung von 900 Rand zurück. Die südafrikanische Regierung gab am 14. September bekannt, dass sie gegen illegale Versammlung und Waffen durchgreifen wolle; zum genauen Vorgehen wurden keine Angaben gemacht. Am Morgen des 15. September ging die Polizei in Marikana mit Gummigeschossen, Blendgranaten und Tränengas gegen mit Macheten bewaffnete Demonstranten vor.

### Vorläufiges Ende des Streiks der Platinbergarbeiter
Auf einer Versammlung bei Marikana wurde am 18. September 2012 bekanntgegeben, dass der Streik zum 20. September eingestellt werde. Die Arbeiter erhielten abhängig von ihren Aufgaben eine Lohnerhöhung von 11 bis 22 % sowie eine Einmalzahlung von je 2000 Rand. Zuma und Politiker der Democratic Alliance (DA) begrüßten das Ende des Streiks; die DA sagte zu, sich für politische Veränderungen zugunsten der Bergarbeiter einzusetzen. Die Kosten des Streiks inklusive der Verluste der Bergbaugesellschaften sollen über 4,5 Milliarden Rand betragen. Daneben wird auch eine Schwächung der Regierung, des südafrikanischen Ratings und des Rand sowie die Verunsicherung der Anleger als Folge des Ausstandes angesehen. Eine zunehmende Zuspitzung der Konflikte zwischen wenigen reichen und vielen armen Südafrikanern und zwischen dem ANC und seinen Stammwählern gaben Analysten als mögliche Konsequenz des sechswöchigen Streiks an.

### Wiederaufnahme und Ausweitung
Am 20. September 2012 begannen etwa 5000 Arbeiter des Anglogold Ashanti-Goldbergwerks Kopanang einen wilden Streik und forderten die Verdopplung ihres Monatsgehalts auf 12.500 Rand. Gill Marcus, Gouverneur der South African Reserve Bank, äußerte die Sorge, dass die Einigung zwischen Lonmin und den Platinbergleuten einen Präzedenzfall geschaffen habe. Die Polizei setzte erneut Tränengas und Blendgranaten ein; ein Teil der Arbeiter drohte, sich mit Molotowcocktails zur Wehr zu setzen. Frans Baleni, Generalsekretär der NUM, betonte, die Gewerkschaft würde die Forderungen begrenzen und die Arbeiter zurück zur Arbeit schicken, während sie Verhandlungen aufnähme. Zugleich streikten 15.000 Bergleute in Carletonville weiter sowie einige Arbeiter der Lonmin-Bergwerke erneut; sie fühlten sich durch den Streikaufruf von Julius Malema ermutigt. Trotz der Ankündigung von Lonmin, alle Arbeiter, die nicht bis zum Abend des 24. September wieder an der Arbeit seien, zu entlassen, streikten einige weiter.
Am 28. September war ein Großteil der Bergleute von Anglo American (Amplats) und Impala Platinum (Implats) weiterhin im Streik. Während Amplats mit disziplinarischen Maßnahmen und Drohungen versuchte, die Streikenden zur Wiederaufnahme der Arbeit zu bewegen, bot Implats eine Lohnerhöhung von 5 % an. Der wirtschaftliche Schaden für die Platinproduzenten wurde auf 33 Millionen US-Dollar beziffert. Am 1. Oktober erneuerte Anglogold die Drohung, Arbeiter auf der Stelle zu entlassen; 24.000 streikende von 35.000 Arbeitern bedeuteten einen wöchentlichen Verlust von 32.000 Unzen Gold. Zugleich deutete der CEO, Mark Cutifani, Verhandlungsbereitschaft an. Am 2. Oktober befanden sich rund 75.000 Bergarbeiter der Platin-, Gold- und Kohlebergwerke im Ausstand. Anglogold und Amplats teilten in Erklärungen mit, dass sie Mitarbeiter fristlos entlassen und den Personalbestand verkleinern würden. Sprecher des COSATU und der NUM beschuldigten die Bergbaugesellschaften, die wilden Streiks durch die außergewöhnlich hohen Zahlungen selbst provoziert zu haben, da nun alle Arbeiter mehr wollten. Weiter wurde bekanntgegeben, dass seit dem 30. September fünf Menschen zu Tode gekommen seien. Am 3. Oktober weitete sich der Streik auf die Eisenerzbergwerke in Sishen, die zur Kumba Iron Ore und damit zu Anglo American gehören, aus; etwa 300 Arbeiter weigerten sich, ihre Arbeit aufzunehmen. Die Socialist Party erklärte sich solidarisch mit allen Streikenden und rief zu Spenden auf.
Am 5. Oktober 2012 entließ Amplats 12.000 Bergleute. Die entlassenen Arbeiter weigerten sich, ihre Kündigung anzuerkennen, und sahen sich weiterhin als Mitarbeiter von Amplats an; ein Streikführer kündigte an, die Streiks bis zur Erfüllung der Forderungen – ein Monatsgehalt in Höhe von 16.000 Rand und Boni – weiterzuführen. Nachdem am 7. Oktober ein Gewerkschaftssekretär in Marikana erschossen worden war, drohten streikende Arbeiter mit gewalttätigen Demonstrationen. Am 8. Oktober kam nach einem Polizeieinsatz mit Tränengas und Gummigeschossen gegen die Streikenden ein Mann ums Leben, woraufhin ein Streikführer eine Mordanklage in Aussicht stellte. Kumba Iron Ore entließ am 15. Oktober 2012 alle Bergleute, die sich weigerten zur Arbeit zurückzukehren und nicht an disziplinarischen Anhörungen teilgenommen hatten. Insgesamt wurden bis zum 16. Oktober circa 15.000 Bergleute entlassen. Am 16. Oktober löste die Polizei den illegalen Streik bei den Bergwerken bei Sishen auf und nahm 40 Personen fest; bei einem Polizeieinsatz in Rustenburg wurde ein Polizist durch eine Machete verletzt. Die South African Municipal Workers' Union, die kommunale Angestellte vertritt, kündigte für die Woche bis zum 20. Oktober eine landesweite Arbeitsniederlegung an.
Am 19. Oktober 2012 beendeten 11.000 Bergleute der Goldminen des Unternehmens Gold Fields ihren Streik, nachdem ihnen mit Entlassung gedroht worden war. Die Streiks in den Platinbergwerken gingen uneingeschränkt weiter. Am 23. Oktober entließ Gold Fields 8.500 Arbeiter, am 24. Oktober kündigte AngloGold die Entlassung von weiteren 12.000 Bergleuten an. Am 27. Oktober gab Amplats bekannt, die 12.000 entlassenen Arbeiter zu den gleichen Bedingungen wie zuvor wiedereinzustellen. Daraufhin kam es zu Gewalttätigkeiten zwischen Streikteilnehmern der AMCU, die bekräftigten, dass sie nicht wieder arbeiten würden, bis ihre Forderungen erfüllt seien, und Mitgliedern der NUM. Die Polizei ging mit Gummigeschossen gegen die Streikenden vor. Die Vorstandsvorsitzende von Anglo American, Cynthia Carroll, bestätigte in einem Interview, dass sie ihren Posten im nächsten Jahr verlassen wolle, um Platz für einen Nachfolger zu machen; der Rücktritt wurde in direktem Zusammenhang mit den Streiks und den daraus resultierenden Verlusten des Unternehmens gesehen.

### Streik der LKW-Fahrer
Auch die Vertretung der LKW-Fahrer, die South African Transport and Allied Workers' Union (SATAWU), drohte mit Streiks und forderte eine zwölfprozentige Lohnerhöhung. Der Streik, zu dem die SATAWU ihre 28.000 Mitglieder aufgerufen hatte, begann am 25. September 2012. Es wurde eine Lohnerhöhung von 12 % für das Jahr 2013 sowie von 9 % für das Jahr 2014 gefordert. Die Arbeitgeberseite bot in der zweiten Streikwoche eine Erhöhung um 6 % an und warnte vor den Folgen des Streiks für die gesamte südafrikanische Wirtschaft: Bei der Versorgung mit Benzin, Medizin und Nahrungsmitteln seien Engpässe absehbar. In den Provinzen Gauteng, KwaZulu-Natal und Westkap kam es zu gewalttätigen Ausschreitungen, bei denen auch Lastwagen in Brand gesetzt wurden; die SATAWU distanzierte sich von den Gewalttätigkeiten. Nach einer weiteren Intensivierung des Streiks, unter anderem mit einer Blockade der Innenstadt von Johannesburg, kam es zu ersten Lieferschwierigkeiten bei Tankstellen und Geldautomaten und fehlendem Heizmaterial in Gauteng. Am 9. Oktober wurde ein Lastwagenfahrer, der seinen Job machen und nicht am Streik teilnehmen wollte, von streikenden Kollegen mit Steinen beworfen, sodass er wenige Tage später im Krankenhaus verstarb. Die Jugendbewegung des Congress of the People (COPE) forderte die Polizei auf, gegen die SATAWU zu ermitteln, und kritisierte sowohl den ANC als auch den COSATU, die Gewalt zu unterstützen und das Land zu zerstören. Unterdessen stimmten drei kleinere Gewerkschaften zu, ihre Forderungen anzupassen, um den Streik zu beenden; sie modifizierten die geforderte Lohnerhöhung auf 19 % über zwei Jahre, die Arbeitgeberseite hatte 18 % angeboten. Am 12. Oktober 2012 beendeten die LKW-Fahrer ihren Streik mit einem Tarifvertrag, der über drei Jahren laufen soll und gestaffelte jährliche Erhöhungen zwischen 8 und 10 % vorsieht. Insgesamt soll der Ausstand die LKW-Fahrer 271 Millionen Rand an Lohn gekostet und den Arbeitgebern einen Verlust von über 2,5 Milliarden Rand eingebracht haben.

## Nachwirkungen

### Wechsel bei der offiziellen Gewerkschaft
Am 14. August 2013 wurde die AMCU als offizielle Gewerkschaft von Lonmin anerkannt; die NUM verlor damit diesen Status.

### Farlam-Kommission
Am 1. Oktober 2012 nahm die Marikana Inquiry Commission („Marikana-Untersuchungskommission“; kurz Farlam Commission) im Rustenburg Civic Centre unter dem Vorsitz des pensionierten Richters Ian Farlam ihre Ermittlungen zu den Vorkommnissen des 16. August auf. Ab Juni 2013 tagte die Kommission in Centurion. Zu den Beteiligten gehörte der Menschenrechtsanwalt George Bizos, der das Legal Resources Centre und die Benchmarks Foundation repräsentiert und bereits 1964 als Verteidiger Nelson Mandelas im Rivonia-Prozess tätig gewesen war.
Bei der Anhörung am 22. Oktober 2012 räumte die südafrikanische Polizei ein, dass der Einsatz am 16. August nicht angemessen gewesen sein könnte, und bedauerte das Vorgehen. Der Anwalt der SAPS begründete dies damit, dass die Situation außer Kontrolle geraten sei, betonte aber, dass es sich um Selbstverteidigung gehandelt habe. Im Rahmen der Anhörung am 23. Oktober wurde eine E-Mail-Korrespondenz zwischen Cyril Ramaphosa, dem ehemaligen Vorsitzenden der NUM und aktuellem Aufsichtsratsmitglied von Lonmin, Managern von Lonmin und dem Bergbauministerium veröffentlicht, in der Ramaphosa von „Kriminellen, deren Verbrechen der Wunsch nach Lohnerhöhung“ sei, sprach und zu entsprechenden Maßnahmen seitens der Polizei oder Armee gegen die „feigen Kriminellen“ aufforderte.
Einige Bergarbeiter, die als Zeugen aussagen sollen, gaben an, im Vorfeld von der Polizei verhaftet und gefoltert bzw. eingeschüchtert worden zu sein. Am 11. Mai 2013 wurde Steve Khululekile, der die AMCU im Bereich Rustenburg anführte und als wichtiger Zeuge der Bergarbeiter galt, von drei Unbekannten erschossen.
Im November 2014 beendete die Kommission die Zeugenanhörungen. Am 25. Juni 2015 stellte Präsident Zuma den Kommissionsbericht der Öffentlichkeit vor. Ramaphosa wurden keine Fehler nachgewiesen, während Lonmin, Polizeiminister Mthethwa und die zuständigen Polizei-Kommandeurinnen Phiyega und Mbombo für einige Entscheidungen kritisiert wurden; die Eignung Phiyegas und der mittlerweile pensionierten Mbombo wurde in Frage gestellt. Die Geschehnisse an Scene Two konnten nicht aufgeklärt werden. Die Kommission kritisierte die Polizei wegen der fabrizierten Beweise und der nachträglichen Absprachen in Potchefstroom.

### Claassen-Kommission
Die suspendierte Polizeikommandeurin Victoria Mangwashi Phiyega musste sich 2016 vor der Claassen-Kommission verantworten. Dabei wurden ihr auch Falschaussagen vor der Farlam-Kommission vorgeworfen.

## Dokumentarfilme
- 2014: Night Is Coming: Threnody for the Victims of Marikana, 26 min
- 2014: Miners Shot Down, 52 min (International Emmy Award 2015)